# Балка Воскобойникова
Балка Воскобойникова — балка (річка) в Україні в Кам'янському районі Дніпропетровської області. Права притока річки Сухої Сури (басейн Дніпра).

## Опис
Довжина балки — приблизно 4 км. Формується декількома струмками та загатами. На деяких ділянках балка пересихає.

## Розташування
Бере початок на південно-східній стороні від села Українки. Тече на південний схід і на південно-західній частині Південного району міста Кам'янське впадає у річку Суху Суру, ліву притоку річки Мокрої Сури.

## Цікаві факти
- Від витоку балки на західній стороні на відтані приблизно 2,00 км пролягає автошлях Т 0430[3] (автомобільний шлях територіального значення у Дніпропетровській області. Пролягає територією Кам'янського району через Кам'янське — Кринички — Світлогірське. Загальна довжина — 17,6 км.).